# Janthecla rocena
Janthecla rocena is een vlinder uit de familie van de Lycaenidae. De wetenschappelijke naam van de soort werd als Thecla rocena in 1867 gepubliceerd door William Chapman Hewitson.